# 開普省
好望角省，通稱開普省，為南非於1910年至1994年間存在的一個省級行政區，其於1994年被種族隔離制度廢除後通過的新憲法細分為多個省份，分別為西開普省、東開普省、北開普省以及西北省西部。其首府為開普敦，該城市同時為南非的立法首都。

## 歷史
當南非聯邦於1910年成立時，最初的開普殖民地改名為開普省。
該省是南非四個省中最大的省份，因為其包含了以前吞併的地區，如英屬貝專納（不要與貝專納保護國，即現今的博茨瓦納混淆）、東格里夸蘭（科克斯塔德周邊地區）以及西格里夸蘭（金伯利周邊地區）。因此，該省佔據了南非三分之二的領土，且覆蓋面積與美國德克薩斯州相似。
在南非聯邦成立時，南非由四個省組成：德蘭士瓦省（前南非共和國）、納塔爾省、奧蘭治自由邦省（前奧蘭治自由邦）以及開普省。

### 開普選舉權
在聯邦成立之前，開普殖民地傳統上實行一種非種族選舉權制度，即不論種族，所有男性都可以平等地行使選舉權。在商討成立聯邦期間，開普殖民地總理約翰·哈維爾·梅里曼未能成功將這種多種族選舉權制度擴展到南非其他地區。開普選舉權制度最終未能在整個南非推行，因為決心鞏固白人統治的其他構成國強烈反對該制度。聯邦成立後，開普省獲保留其多種族選舉權制度，因此成為唯一一個允許有色人（混血人士）以及黑人投票的省份。
在接下來的幾年裡，蠶食非白人選民名單的行為相繼獲通過。1931年，白人選民取消了選舉權制度，但保留黑人以及有色人選民的投票權。1956年，種族隔離政府取消了所有其餘“非白人”的選舉權。為了推動這一變革，政府需要在議會任命額外的參議員。

### 種族隔離下進行的分區
在種族隔離時期，南非劃分出一些額外部分，分別為「特博文西四國」以及六個非獨立的黑人家園。這些家園是由種族隔離政府制定的，以執行其種族隔離政策。
在特蘭斯凱宣布「獨立」後，由於東格里夸蘭與開普省其他地方的連繫被切斷，因此將該地改劃予納塔爾省。特蘭斯凱和西斯凱地區分別於1976年和1981年被宣布「獨立」於南非，此前兩地曾經是開普省的一部分（兩地於1994年重新併入南非，而兩者均成為現今東開普省的一部分）。

### 後種族隔離時期歷史
在1994年實現第一次完全民主的選舉之後，這些“班圖斯坦”與南非其他地區重新合併，之後再將其分為南非現今的九個省。
開普省分拆為三個較小的省份：西開普省、東開普省以及北開普省。而該省亦有一部分被劃予西北省。至於原屬開普殖民地的領土——鯨灣港則割讓予新的獨立國家納米比亞。

## 外部連結
- A history of the Cape Province
- Archives kept at Cape Town （页面存档备份，存于）

31°00′S 22°00′E / 31.000°S 22.000°E